# Szamarra
Szamarra város Irakban, Bagdadtól mintegy 100 km-re északra, 158 968 lakossal (2005. január 1-jei állapot),  Szaláh ad-Dín tartomány területén. Angol régészek kedvelt kutatóhelye.

## Története
A mai Szamarra területén, a Tigris felső folyásánál egykor a mezopotámiaiak legnagyobb városa állt, a késő neolit műveltség egyik legnagyobb központja, szép kerámialeletekkel. A mai Szamarra városát al-Mutaszim kalifa hozta létre 833-ban, az akkor itt talált szászánida romokon. A város neve feltehetőleg a Szurra man raa (Örvend, aki látta) kifejezésből ered. A kilenc évig uralkodó al-Mutaszim abbászida kalifa trónra lépésének évében rendelte el építését saját udvartartása és török hadserege részére 833-ban, és 836-ban költözött ide az addigi fővárosból, Bagdadból, hogy megelőzze az új rendszerben toborzott katonaság és a régi típusú egységek harcát. Szamarra az alapító Mutaszim kisebbik fia, al-Mutavakkil kalifa (847–861) idején élte a virágkorát: ő építtette 847-ben a város keleti felében álló mecsetet, amely mellett a világ egyik legnagyobb minaretje, a Malvijja áll. A torony a némileg mezopotámiai zikkuratokra emlékeztető spirális alakjáról kapta arab nevét. Ez az 52 méter magas minaret 27 méterre áll a nagymecsettől. A mecset alaprajza egy 240×160 m nagyságú négyzet; belső udvarát árkádok zárják körbe. Mutavakkil parkokat is létesített, illetve fia, al-Mutazz számára emeltetett egy palotát.
Al-Mutavakkil meggyilkolásával kezdődött az ún. szamarrai anarchia, amely a kalifátus megrendüléséhez és széteséséhez vezetett: a városban tanyázó katonaság politikaformáló erővé lépett elő, miközben hadi kötelességeit elhanyagolta. Az elkövetkező mintegy másfél évtized alatt több uralkodót meggyilkoltak itt, egyikük, al-Musztaín hiába próbált elmenekülni előlük. A véres, kaotikus eseményeknek csak a 870-es évekre sikerült véget vetni. Nyolc kalifa uralkodott Szamarrában 836-tól kezdve, mígnem 892-ben al-Mutadid visszahelyezte székhelyét Bagdadba. Bár Szamarra csak ideig-óráig volt az abbaszida kalifák rezidenciája, és 892 után elnéptelenedett, művészeti, irodalmi és tudományos eredményei legendásak – igaz, kulturális tekintetben vagy népességszámra nézve fennállása során sosem tudta átvenni Bagdad vezető szerepét.

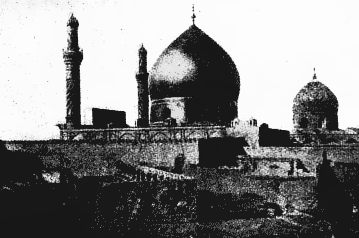
Az aranykupolás mecset

### Modern kori története
1911 és 1913 között Ernst Herzfeld német ókori kelet-kutató, régész és feliratkutató dolgozott Szamarrában. Neki köszönhető az itt feltárt 8000 éves (Kr. e. 6. évezredben készült) kerámialeletek, az úgynevezett Szamarra-kerámiák nemzetközi ismertsége.
2003-ban a városban élő 18 és 35 év közötti férfiak 70%-a volt munkanélküli. A munkanélküliség az egész országban magas arányú.
2006 februárjában Atwar Bahjat iraki riporter-újságírónőt az Al-Arabiya tévécsatornának a szamarrai arany mecset megtámadásáról szóló tudósítása közben rabolták el, és ölték meg.
Szamarrában számos kalifa palotájának és más építményeknek a romjai láthatók, amelyeket 2007-ben az UNESCO a világörökség részévé nyilvánított, és a veszélyeztetett világörökségi helyszínek közé sorolt.

### Jelentősége a síiták számára
Mivel Szamarra két síita szent hellyel rendelkezik, a város különlegesen fontos e vallás gyakorlói számára.
Az itt fogságba vetett Alí al-Aszkarí és fia, al-Haszan sírja az egyik zarándokhely. 1905 óta ismert az aranykupolájú épület, amelyet szélsőséges támadók 2006. február 22-én feldúltak. 2007. június 13-án mindkét fennmaradt minaret felrobbant egy támadás során.
A másik hely Muhammad al-Mahdí, a tizenkettedik, messiásként visszavárt imám szentélye. Ennek szintén kupolás a teteje, és híres a kék csempedíszítéséről. Az épület alatt van az a pince (szardab), ahonnan az imám állítólag eltűnt.

## Fordítás
- Ez a szócikk részben vagy egészben  a   Samarra című német Wikipédia-szócikk ezen változatának fordításán alapul.  Az eredeti cikk szerkesztőit annak laptörténete sorolja fel. Ez a jelzés csupán a megfogalmazás eredetét és a szerzői jogokat jelzi, nem szolgál a cikkben szereplő információk forrásmegjelöléseként.
- Ez a szócikk részben vagy egészben  a   Minarett von Samarra című német Wikipédia-szócikk ezen változatának fordításán alapul.  Az eredeti cikk szerkesztőit annak laptörténete sorolja fel. Ez a jelzés csupán a megfogalmazás eredetét és a szerzői jogokat jelzi, nem szolgál a cikkben szereplő információk forrásmegjelöléseként.